# Yves Daudet
Yves Daudet, né le 22 juin 1940 à Bordeaux (Gironde) est un professeur de droit. Il a dirigé l'Institut d'études politiques d'Aix-en-Provence de 1979 à 1984.
Professeur émérite de l’école de droit de la Sorbonne, il est président du Curatorium de l’Académie de droit international de La Haye (depuis 2017) et juge ad hoc à la Cour internationale de justice (depuis 2012) ainsi qu’arbitre à la Cour de conciliation et d’arbitrage de l’OSCE.
Yves Daudet est professeur émérite de l’université Paris I Panthéon-Sorbonne depuis 2009.

## Biographie

### Jeunesse et études
Après un troisième cycle en droit public (Paris, 1963) ainsi qu’en science politique (Paris, 1964), Yves Daudet obtient son doctorat en droit (Paris, 1967). Il est lauréat de la faculté de droit de Paris. Il est admis au concours d’agrégation de droit public et science politique en 1968,.  

### Parcours professionnel
Il enseigne dans différentes universités en France et à l'étranger (Faculté de droit de Rabat, Faculté de droit de Bordeaux, Faculté de droit et de science politique d’Aix-Marseille, Université d’Abidjan, University of Mauritius), avant de rejoindre en 1995 l’Université Paris I Panthéon-Sorbonne . 
Il a dirigé l’IEP d'Aix-en-Provence de 1979 à 1984. Il a également été premier vice-président de l’Université Paris I, chargé des relations internationales et de la coordination des UFR juridiques de l'université, de 1999 à 2004. 

### Autres fonctions
Yves Daudet a effectué de très nombreuses missions pédagogiques et administratives à l’étranger (dans plus de 60 pays). [réf. souhaitée]
Il est Président du Curatorium de l’Académie de droit international de La Haye depuis 2017, après en avoir été Secrétaire général (2005-2017). 
Il est juge ad hoc à la Cour internationale de Justice depuis 2012. Il siège ou a siégé comme juge ad hoc à la demande du Burkina Faso, de la Bolivie, du Nicaragua, du Qatar, de la République Démocratique du Congo, de l'Arménie et de l'Ukraine dans différentes affaires. Notamment dans les affaires du Différend frontalier, Burkina Faso/Niger (arrêt du 16 avril 2013), et de l'Obligation de négocier un accès à l’océan pacifique, Bolivie c. Chili  (arrêt du 1er oct. 2018), et siège dans six affaires pendantes.
Yves Daudet est arbitre à la Cour de conciliation et d'arbitrage de l’OSCE.

## Publications
Auteur d'articles juridiques publiés :
- La présidence des assemblées parlementaires françaises, PUF, 1965[12]
- Les Conférences des Nations unies pour la codification du droit international, LGDJ, 1968[13]
- Les nouveaux statuts des enseignants du second degré, Sirey, 1974[14]
- Un code de conduite pour les transferts de technologie (dir. publ.), Economica, 1980
- Le droit à l’éducation (collab.), UNESCO, 2001[15]
- Actualités de la codification du droit international, Recueil des cours de l’Académie de droit international de La Haye, T. 303, 2003[16].

## «Mélanges Daudet»
Certains anciens étudiants, professeurs, amis ou chercheurs ont organisé une journée d’études pour lui rendre hommage et lui témoigner leur reconnaissance. La journée a porté sur les Nations unies, à l’étude desquelles Yves Daudet a consacré une grande partie de sa carrière universitaire. 
Cet évènement s’est tenu à Aix-en-Provence le 18 octobre 2013. Les actes ont donné lieu à une publication aux éditions Pedone en 2014 (« Les 70 ans des Nations unies : quel rôle dans le monde actuel ? » Journée d'études en l'honneur du Professeur Yves Daudet, codirigé par Karine Bannelier-Christakis, Théodore Christakis, Marie-Pierre Lanfranchi, Sandrine Maljean-Dubois, Anne-Thida Norodom, Pedone, Paris, 2014, 258 p.).